# Darius III
Darius III (Perzisch: داریوش/Dâriûsh, Oudperzisch: 𐎭𐎠𐎼𐎹𐎺𐎢𐏁 Darayavaush, Oudgrieks: Δαρεῖος/Dareios) of Codomannus (Grieks: Κοδομανός/Kodomanos) die regeerde van 336 tot 330 v.Chr., was de laatste sjah van het Perzische Rijk uit de dynastie der Achaemeniden. Zijn regering stond vrijwel geheel in het teken van de strijd tegen Alexander de Grote.

## Troonsbestijging
Nadat in september 338 sjah Artaxerxes III was overleden, bracht de machtige eunuch Bagoas diens jongste zoon Oarses op de troon; deze regeerde onder de naam Artaxerxes IV, en werd twee jaar later het slachtoffer van de intriges van Bagoas, die daarop de zoon van een broer van Artaxerxes III voor de opvolging voordroeg. Deze besteeg als Darius III in 336 v.Chr. ongeveer 44 jaar oud de Perzische troon.
De nieuwe sjah was echter niet de gewillige marionet die Bagoas zich had voorgesteld. Hij begon onmiddellijk een persoonlijke koers te varen en kwam daardoor onvermijdelijk in aanvaring met de eunuch. In deze machtsstrijd trok Bagoas aan het kortste eind: hij moest zelf de gifbeker drinken die voor de sjah was bestemd.
Intussen was het voor de buitenwereld steeds duidelijker geworden dat het centrale gezag in Perzië niet sterk genoeg meer was om de binnenlandse problemen de baas te blijven en bij de heterogene bevolking een gevoel van nationale eenheid op te dringen. De jonge Alexander de Grote meende van de situatie gebruik te kunnen maken. Nadat hij afgerekend had met eventuele haarden van opstand in zijn eigen rijk, trok hij in 334 met een leger van 35.000 man over de Hellespont, met de bedoeling de Grieken definitief te bevrijden van de politieke hegemonie van Perzië.

## Nederlagen

De Slag aan de Granicus

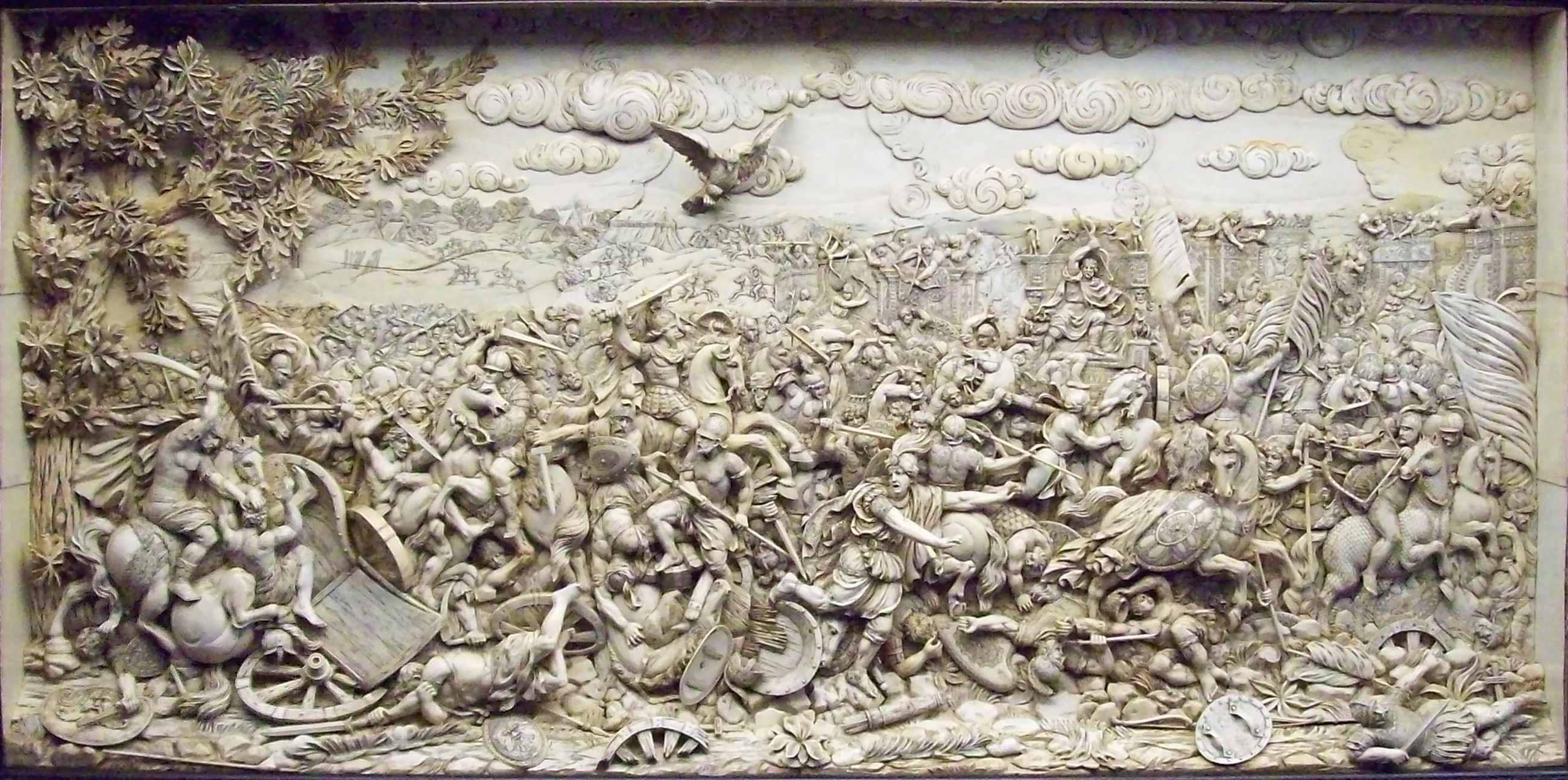
De Slag bij Gaugamela

Een eerste Perzisch leger werd op de vlucht gedreven bij de Slag aan de Granicus. Darius rekende echter nog altijd op de onuitputtelijke mensenreserves die hij meende te kunnen inzetten tegen "die Macedonische roversbende", zoals hij het leger van Alexander smalend noemde.
Alexander van zijn kant vreesde dat de Perzische vloot voortdurend kon oversteken naar Griekenland en hem zo verplichten zich naar zijn thuisland terug te trekken. Om dat te verhinderen veroverde hij, alvorens het binnenland in te trekken, de Perzische kuststeden van de Middellandse Zee. Intussen had Darius III een geweldig leger op de been gebracht en rukte op tegen de indringer. In de Slag bij Issus liet hij echter zijn leger in de steek en wist te ontkomen. Zijn vrouw Stateira en de andere leden van de koninklijke familie vielen Alexander in handen. Toen de sjah vervolgens om onderhandelingen verzocht, verklaarde Alexander zich enkel tot onderhandelen bereid indien Darius hem als zijn meerdere wilde erkennen. 
Terwijl Alexander afrekende met de laatste Perzische vlootbasis Tyrus, bracht Darius III opnieuw een massaal leger op de been en wachtte Alexander op bij Gaugamela aan de Tigris. Zodra de Macedoniërs zich op de Perzische massa stortten, verloor Darius zijn zelfbeheersing en vluchtte het bergland in, terwijl zijn troepen zonder leider totaal werden uiteengeslagen. De koninklijke residentiesteden Susa, Babylon en Persepolis openden hun poorten voor de overwinnaar. In de algemene verwarring die daarop volgde werd het prachtige paleis van Persepolis, dat grotendeels uit cederhout bestond, de prooi van de vlammen.

## Einde

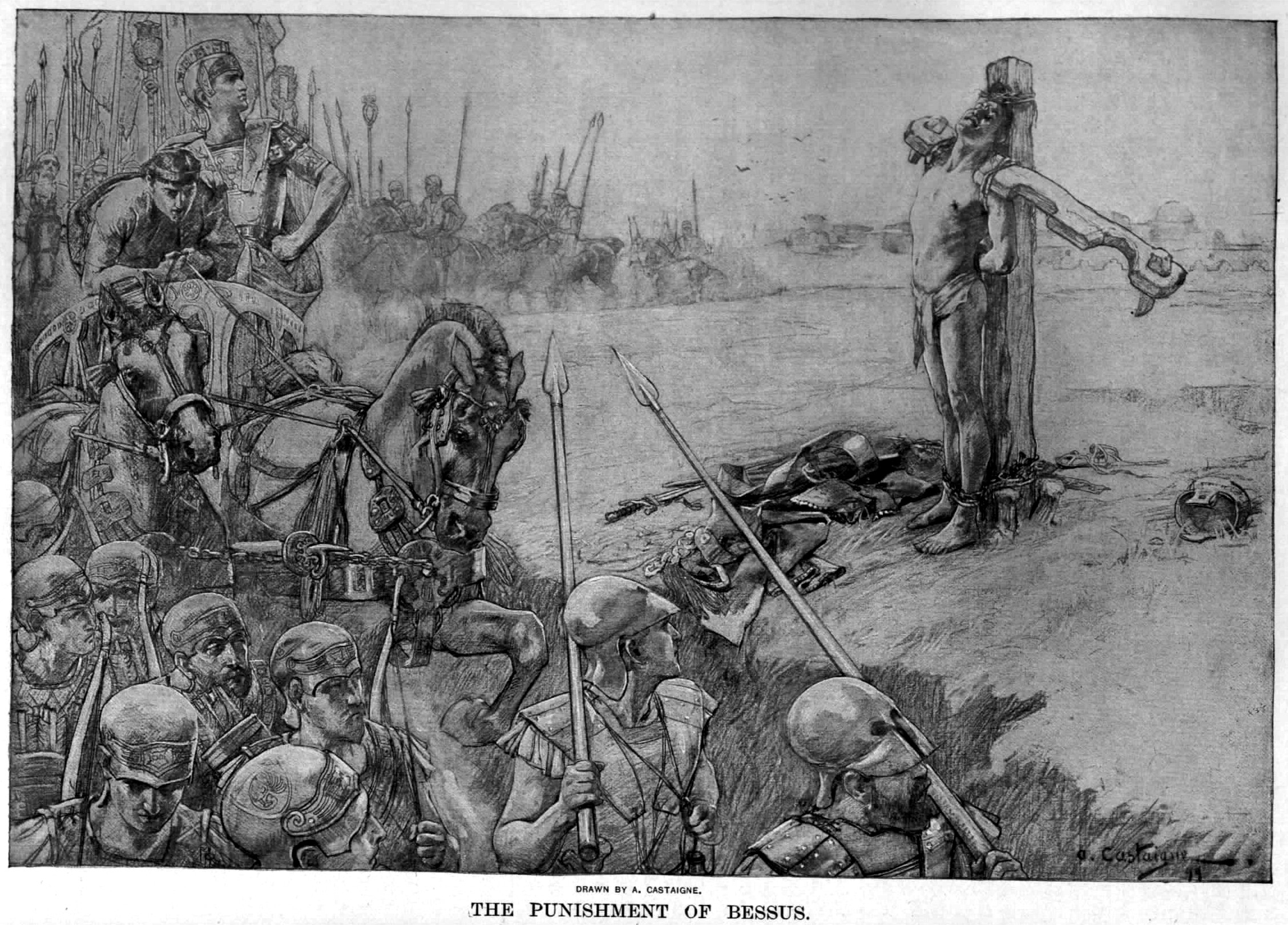
Alexander straft Bessos

Nadat ook de vierde residentiestad Ecbatana ingenomen werd, was de situatie van Darius III hopeloos geworden. Op de vlucht voor Alexander werd de laatste der Achaemeniden verraderlijk vermoord door een van zijn satrapen, Bessus, tevens een familielid.
De ambitieuze verrader die zijn sjah vermoord had, probeerde hem onder de naam Artaxerxes V op te volgen en begon een guerrillaoorlog tegen Alexander. Dat was niet naar de zin van de Perzische soldaten: na drie jaar moest Bessus zich gewonnen geven en leverden zijn eigen strijdkrachten hem uit aan Alexander, in ruil voor vrede. Alexander, die respect had opgevat voor zijn vermoorde tegenstander, liet de koningsmoordenaar door een Perzische rechtbank ter dood veroordelen wegens hoogverraad. Bessus werd op gruwelijke wijze terechtgesteld.
Met Darius III kwam er een einde aan de dynastie der Achaemeniden, die sinds ruim tweehonderd jaar over het Perzische Rijk hadden geregeerd.